# Lagoptera multicolor
Lagoptera multicolor là một loài bướm đêm trong họ Erebidae.